# Перебиносова, Ульяна Сергеевна
Улья́на Серге́евна Перебино́сова (род. 4 мая 2001) — российская гимнастка. Мастер спорта России международного класса по спортивной гимнастике. По состоянию на 2018 год включена в основной состав сборной команды России по этому виду спорта.

## Биография

### 2018
В апреле 2018 года на проходившем в Казани чемпионате России по спортивной гимнастике стала обладательницей золотой медали в командном многоборье. Также была 5-й в личном многоборье, 8-й на брусьях и 5-й в вольных упражнениях.
Вошла в состав команды, представлявшей России на чемпионате Европы 2018 года в Глазго (2—5 августа), и стала обладательницей золота в командном многоборье.